# ماندامنتو (مافیای سیسیل)
در کوزا نوسترا، ماندامنتو به طور سنتی به ناحیه‌ای متشکل از سه کوشه مافیایی مجاور از نظر جغرافیایی گفته می‌شود. کوشه‌ها خانواده‌هایی هستند که بر یک ملک فئودالی یا یک محله شهری در سیسیل کنترل دارند.  کاپوماندامنتو نماینده رئیس یک قلمرو (ماندامنتو) است و معمولاً حق عضویت در کمیسیون استانی مافیا را دارد.

## فهرست ماندامنتوها
پالرمو
شهر پالرمو به ۸ ماندامنتوی محلی تقسیم می‌شود:
۱. پورتا نووا
۲. برانکاچو
۳. بوکادیفالکو
۴. پاسو دی ریگانو
۵. سانتا ماریا دی جسو
۶. نوجه
۷. پالیارلی
۸. رسوتانا و سن لورنزو
استان پالرمو
به ۷ ماندامنتو تقسیم می‌شود:
۱. کامپورئاله (تشکیل شده از ادغام ماندامنتوهای پارتینیکو و سن جوزپه جاتو)
۲. کورلئونه
۳. چینزی
۴. باگریا
۵. ترابیا
۶. بلمونت مزانو
۷. سن مائورو کاستلورده
استان آگریجنتو
شامل ۱۰ ماندامنتو:
۱. آگریجنتو
۲. سانتا الیزابتا
۳. پورتو امپدوکله
۴. کانیکاتی
۵. چانچانا
۶. ریبرا
۷. سامبوکا دی سیسیلیا
۸. کاستلترمینی
۹. پالما دی مونته‌کیارو
۱۰. کامپوبلو دی لیکاتا
استان تراپانی
شامل ۴ ماندامنتو:
۱. کاستلوتانو
۲. تراپانی
۳. مازارا دل والو
۴. آلکامو
استان کالتانیستا
شامل ۴ ماندامنتو:
۱. جلا
۲. واللونگا پرتامنو
۳. ریزی
۴. موسوملی